# Севастиан (Осокин)
Архиепи́скоп Севастиа́н (в миру — Алекса́ндр Валенти́нович Осо́кин; 23 ноября 1961, Пермь) — архиерей Русской православной церкви, архиепископ Карагандинский и Шахтинский.

## Биография
Родился 23 ноября 1961 года в городе Перми, где в 1979 году окончил среднюю школу № 72 и в том же году поступил в Пермский политехнический институт. В 1981 году в связи с переездом перевёлся во Владимирский политехнический институт, который окончил в 1984 году по специальности «промышленное и гражданское строительство».
В 1984—1985 годах проходил срочную службу в Вооружённых силах СССР на территории ГДР.

## Церковное служение
В 1986—1989 годах нёс послушание алтарника в Свято-Покровском храме города Алма-Аты.
26 марта 1989 года епископом Алма-Атинским и Казахстанским Евсевием (Саввиным) рукоположён в сан диакона в состоянии целибата. 7 апреля рукоположён епископом Евсевием во пресвитера и назначен клириком храма Архангела Михаила города Кокчетава.
18 ноября 1989 года переведён в клир собора Архангела Михаила города Караганды, а 1 февраля 1991 года назначен клириком Свято-Никольского кафедрального собора города Алма-Аты.
16 марта 1993 года назначен настоятелем храма Рождества Христова посёлка Акбулак Алматинской области (в настоящее время храм Христа Спасителя города Алматы).
С 1995 по 1997 год обучался в Алматинском духовном училище, а в 1998 году поступил на заочный сектор Московской духовной семинарии, который окончил в 2003 году. В 2009 году окончил Московскую духовную академию.

### Архиерейское служение
24 декабря 2010 года решением Священного Синода (журнал № 121) избран епископом Карагандинским и Шахтинским, в связи с чем 4 января 2011 года митрополитом Астанайским и Казахстанским Александром пострижен в монашество с именем Севастиан в честь преподобноисповедника Севастиана, старца Карагандинского.
6 января 2011 года митрополитом Астанайским и Казахстанским Александром возведён в сан архимандрита.
18 февраля 2011 года в рабочей Патриаршей резиденции в Чистом переулке Патриарх Московский и всея Руси Кирилл возглавил чин наречения архимандрита Севастиана (Осокина) во епископа Карагандинского и Шахтинского.
20 февраля 2011 года в кафедральном соборном Храме Христа Спасителя совершена хиротония архимандрита Севастиана (Осокина) во епископа Карагандинского и Шахтинского. Хиротонию совершили: Патриарх Московский и всея Руси Кирилл, митрополит Крутицкий и Коломенский Ювеналий; митрополит Саранский и Мордовский Варсонофий, митрополит Тульский и Белевский Алексий; митрополит Астанайский и Казахстанский Александр; архиепископ Уральский и Гурьевский Антоний; архиепископ Истринский Арсений; архиепископ Чимкентский и Акмолинский Елевферий; архиепископ Рязанский и Касимовский Павел; епископ Костанайский и Петропавловский Анатолий; епископ Солнечногорский Сергий, епископ Каскеленский Геннадий; епископ Павлодарский и Усть-Каменогорский Варнава.
6 мая 2022 года за Литургией в Храме Христа Спасителя в Москве возведён в сан архиепископа.

## Награды
Церковные
- Орден святителя Алексия, митрополита Московского, III степени (2011)[5].
- Орден преподобного Серафима Саровского III степени[6].
- орден Казахстанского митрополичьего округа «Енбек Үшiн» (За труды) (2021);
- орден прп. Сергия Радонежского III ст. (2021)

Светские
- медаль «25 лет Ассамблеи народа Казахстана» (2020);
- медаль в честь 30-летия Независимости Республики Казахстан (2021).